# Stipa acuta
Stipa acuta är en gräsart som beskrevs av Jason Richard Swallen. Stipa acuta ingår i släktet fjädergrässläktet, och familjen gräs. Inga underarter finns listade i Catalogue of Life.